# Бернхард III фон Баден-Баден
Бернхард III фон Баден-Баден (на немски: Bernhard III von Baden; * 7 октомври 1474, † 29 юни 1536) наследява през 1515 г. заедно с двамата си братя Ернст I и Филип I от баща си части от Маркграфство Баден. Той управлява своята част от 1515 до 1533 г. През 1533 – 1536 г. той е маркграф на Баден-Баден.

## Живот
Той е вторият син на маркграф Христоф I фон Баден († 1527) и на Отилия фон Катценелнбоген († 1517).
Бернхард е възпитаван в двора на император Максимилиан и отива с приятеля си Филип, син на Максимилиан, в Испания. Филип е избран през 1504 г. за крал на Испания.
През 1533 г. умира брат му Филип I без наследници и завещава територията си поравно на братята си Бернхард III и Ернст. Другите му братя са духовници. Те управляват първо заедно наследството на Филип. Заради възникналите проблеми те предприемат разделяне, при което по-големият Бернхард дефинира частите, а по-малкият Ернст има право да избира. Ернст избира отдалечената част с градовете Пфорцхайм и Дурлах. Те разделят неговите собствености. Така през 1535 г. Маркграфство Баден се разделя наследствено на две маркграфства Баден-Дурлах (протестантската „Ернестинска линия“) и Баден-Баден (католическата „Бернхардинска линия“), които съществуват до сливането им отново през 1771 г. от маркграф Карл Фридрих.
През юни 1536 г. Бернхард умира и оставя двама малки сина.

## Фамилия
Бернхард III се жени през 1535 г., две години преди смъртта си за Франциска Люксембургска, графиня на Бриен и Люксембург-Лини († 17 юни 1566), дъщеря на граф Карл I Люксембургски. Те имат двама сина, при което вторият, Христоф, е роден след смъртта на маркграфа.
- Филиберт (* 22 януари 1536, † 3 октомври 1569), маркграф на Баден-Баден (1554 – 1569)
- Христоф (* 26 февруари 1537, † 2 август 1575), маркграф на Баден-Родемахерн (1556 – 1575)

Бернхард III има обаче още множество извънбрачни деца, от които са известни шест сина (Бернхард, Филип, Йохан, Георг, Каспар, Мелхиор). Император Карл V обявява през 1532 г. Георг, Каспар, Мелхиор за правни принцове, по-късно също Бернхард и Филип. Тези синове нямат право на наследство, получават обаче издръжка и след смъртта на баща им.